# Chrismania pictipennalis
Chrismania pictipennalis là một loài bướm đêm trong họ Crambidae.